# Cirey-sur-Vezouze
Cirey-sur-Vezouze ist eine französische Gemeinde  mit 1579 Einwohnern (Stand 1. Januar 2022) im Département Meurthe-et-Moselle in der Region Grand Est (bis 2015 Lothringen). Sie gehört zum Arrondissement Lunéville und zum Kanton Baccarat.

## Geographie
Die Gemeinde liegt rund 60 Kilometer östlich von Nancy. Der Gemeindehauptort liegt am Oberlauf des Flusses Vezouze. Nachbargemeinden sind Tanconville im Norden, Bertrambois im Nordosten, Val-et-Châtillon im Südosten, Petitmont im Süden, Harbouey im Südwesten und Frémonville im Nordwesten.
Zu Cirey-sur-Vezouze gehört der Ortsteil Haute-Seille (deutsch Hochforst) mit den Ruinen einer ehemaligen Zisterzienserabtei.

## Geschichte
Der Ort wurde bereits im Jahr 1363 unter dem Namen Syretingen erwähnt.

### Bevölkerungsentwicklung
| Jahr      | 1962 | 1968 | 1975 | 1982 | 1990 | 1999 | 2019 |
| Einwohner | 2500 | 2375 | 2279 | 2049 | 1989 | 1794 | 1610 |